# Marco Ehmann
Marco Ehmann (ur. 3 sierpnia 2000 w Spaichingen) – rumuński piłkarz niemieckiego pochodzenia, grający na pozycji obrońcy. 